# NGC 3077
NGC 3077 هي مجرة قزمة وعضو في مجموعة مجرات م81، تقع في شمال كوكبة الدب الأكبر. على الرغم من تشبه إلى حد كبير المجرة الإهليجية وهي غريبة لسببين أولا: تظهر حواف غامضة وغيوم غبار متناثرة ربما تكون نتيجة لتفاعل الجاذبية مع جيرانها الأكبر، على غرار مجموعة مسييه 82.
ثانيا: المجرة لديها نواة نشطة تسببت بكارل زايفرت في عام 1943 وإدراجه في قائمة المجرات التي تسمى الآن مجرات زايفرت. على الرغم بوجود خط طيفي الا انها لم تعد تصنف على أنها مجرة زايفرت.
تم اكتشافها من قبل ويليام هيرشيل في 8 نوفمبر 1801. وأشار إليها أنها «يوجد لديها شعاع خافت يقطع الدائرة». ووصفها وليام هنري سميث بأنها «سديم ومستديرة ومشرقة وبيضاء واضحة وتضيء في الوسط بين النجوم والسماء سوداء بشكل مكثف ويظهر السديم كما لو كان يطفو مساحة كبيرة على مسافة لا يمكن تصورها».

## قياسات المسافة
استخدم تقنيتان على الأقل لقياس المسافة إلى NGC 3077. وتقيس المسافة تقلب سطوع السطح المسافات إلى المجرات الحلزونية استنادا إلى درجة حرارة ظهور الانتفاخات. المسافة المقاسة إلى NGC 3077 باستخدام هذه التقنية هي 13.2 ± 0.8 مليون سنة ضوئية (4.0 ± 0.2 مليون فرسخ فلكي). ومع ذلك NGC 3077 قريبة بما فيه الكفاية من رأس فرع العملاق الأحمر وهي طريقة يمكن استخدامها لتقدير المسافة. المسافة المقدرة لـ NGC 3077 باستخدام هذه التقنية هي 12.5 ± 1.2 مليون سنة ضوئية (3.82 ± 0.38 مليون فرسخ فلكي). وبمتوسط المتوسط تعطي قياسات المسافة هذه تقديرا قدره 12,8 ± 0,7 مليون سنة ضوئية (3.9 ± 0.2 مليون فرسخ فلكي)